# Band Minas
Band Minas é uma emissora de televisão brasileira sediada em Belo Horizonte, capital do estado de Minas Gerais. Opera no canal 7 (20 UHF digital) e é uma emissora própria da Band. Foi fundada em 1967 como TV Vila Rica, sendo adquirida pelo Grupo Bandeirantes de Comunicação em 1975. Cobre a maior parte do estado, juntamente com sua co-irmã Band Triângulo, instalada em Uberaba. Seus estúdios estão no bairro São Bento, na região sul da capital mineira, e sua antena de transmissão está na Serra do Curral, no Belvedere.

## Transição para o sinal digital
Com base no decreto federal de transição das emissoras de TV brasileiras do sinal analógico para o digital, a Band Minas, bem como outras emissoras de Belo Horizonte, cessou suas transmissões pelo canal 7 VHF no dia 22 de novembro de 2017, seguindo o cronograma oficial da ANATEL. O sinal foi cortado às 23h59, durante a sessão de filmes Cine Band, sendo substituído por um slide do MCTIC e da ANATEL sobre o switch-off.